# Loxostigma glabrifolium
Loxostigma glabrifolium är en tvåhjärtbladig växtart som beskrevs av Ding Fang och K.Y. Pan. Loxostigma glabrifolium ingår i släktet Loxostigma och familjen Gesneriaceae. Inga underarter finns listade i Catalogue of Life.